# Bataille à Seattle
Pour plus de détails, voir Fiche technique et Distribution.
Bataille à Seattle (Battle in Seattle) est un film américain réalisé par Stuart Townsend, montré dans plusieurs festivals dès 2007 puis sorti en salles en 2008.

## Synopsis
Le film rend compte des actions de protestation qui ont entouré la tenue de la réunion de l'Organisation mondiale du commerce à Seattle en 1999. Film de fiction basé sur des faits réels, il donne la parole aux différents protagonistes d'un événement qui a marqué la première manifestation de grande ampleur du mouvement altermondialiste.

## Fiche technique
Sauf mention contraire, cette fiche technique est établie à partir d'IMDb.
- Titre original : Battle in Seattle
- Réalisation : Stuart Townsend
- Scénario : Stuart Townsend
- Musique : Neil Davidge, Robert Del Naja
- Photographie : Barry Ackroyd
- Décors : Kirsten Franson[1]
- Montage : Fernando Villena[2], Wes Denton[3]
- Producteurs : Mary Aloe (en), Kirk Shaw (en), Stuart Townsend, David Flanagan, Lindsay MacAdam, André Rouleau, Brandon Houston, Nathalie Brigitte Bustos, Michele Futerman, Robert Galletti, Brent A. Johnson, Robert Lee, Brandon Houston[4]
- Producteurs exécutifs : Ashok Amritraj, Christian Arnold-Beutel, Michael A. DiManno, Scott Fischer, Samuel H. Frankel, Tim McGrath, Vanessa Pereira, R. Scott Reid, Julien Remillard, Geoffrey Taylor, Gavin Wilding (it), Thomas Lee Wright
- Sociétés de production : Hyde Park Entertainment, Insight Film Studios, Remstar Productions, Battle In Seattle Productions, Victoria Filmproduktion, Proud Mary Entertainment, Grosvenor Park Media, Redwood Palms Pictures, 120dB Films[5], Aloe Entertainment[5]
- Société de distribution : Hyde Park International (), Redwood Palms Pictures ( cinéma), Screen Media Films (en) ( DVD), Metropolitan Vidéo ( DVD), Remstar Distribution ( cinéma)
- Budget : 8 000 000$
- Pays de production :  Canada,  États-Unis,  Allemagne
- Langue originale : anglais
- Format : 1,85:1 - 35 mm - Dolby Digital
- Genre : Drame
- Dates de sortie :
  - Canada : 8 septembre 2007 (Festival de Toronto) ; 3 octobre 2007 (Festival de Vancouver)
  - États-Unis : 10 mars 2008 (Festival South by Southwest) ; 14 mars 2008 (Festival de Cleveland) ; 2 avril 2008 (Festival de Floride) ; 22 mai 2008 (Festival de Seattle) ; 19 septembre 2008 (sortie limitée)
  - France : 7 mai 2008
  - Allemagne : 15 juillet 2010
- Classification cinématographique : 
  - Canada : Déconseillé aux jeunes enfants au Québec[6], PG dans le reste du pays[7]
  - États-Unis : R (certificat #44542)[8]
  - Allemagne : FSK 12[7]
  - France : tous publics lors de sa sortie en salles (visa 119351)[9], puis déconseillé aux moins de 12 ans lors de sa diffusion à la télévision[10]

## Distribution
- André Benjamin (VF : Sidney Kotto) : Django
- Jennifer Carpenter (VF : Marjorie Frantz) : Sam
- Isaac de Bankolé (VF : Thierry Desroses) : Abasi
- Woody Harrelson (VF : Renaud Marx) : Dale
- Martin Henderson (VF : Jérôme Pauwels) : Jay
- Joshua Jackson (VF : Gilles Morvan) : Randall
- Ray Liotta (VF : Emmanuel Jacomy) : le maire Jim Tobin
- Tzi Ma : le gouverneur
- Ivana Miličević (VF : Laura Préjean) : Carla
- Connie Nielsen (VF : Marie-Eugénie Maréchal) : Jean, la journaliste
- Michelle Rodríguez (VF : Olivia Dalric) : Lou
- Rade Šerbedžija (VF : Jean-Luc Kayser) : Dr Alex Maric
- Channing Tatum (VF : Mark Lesser) : Johnson, policier
- Charlize Theron (VF : Rafaèle Moutier) : Ella, la femme de Dale
- Christopher Jacot (en)[11] (VF : Jérémy Bardeau) : Michael
- Gary Hudson (en)[12] (VF : Franck Capillery) : le lieutenant-chef

Source et légende : Version française (VF) sur RS Doublage et le carton du doublage français sur le DVD zone 2.

## Tournage
Lieux de tournage :
- Seattle, État de Washington,  États-Unis
- Vancouver, Colombie-Britannique,  Canada

## Autour du film
- Bataille à Seattle est le premier long métrage de Stuart Townsend en tant que réalisateur.
- La musique de générique est un titre du groupe de trip-hop Badmarsh & Shri (en) intitulé Signs, issu de leur album homonyme sorti en 2001.